# Geschiedenis van Palau
Dit artikel geeft een beknopt overzicht weer van de geschiedenis van Palau. 

## Vroegste geschiedenis
Er wordt algemeen aangenomen dat de eerste bewoners van Palau afkomstig waren uit het oosten van Indonesië. Zij arriveerden op de eilandengroep omstreeks 2000 v.Chr. Op Palau werden fossiele resten gevonden die erop wijzen dat er 3500 jaar geleden al mensen gewoond moeten hebben. Deze mensen maakten gebruik van de zeer vruchtbare grond om hun voedselvoorziening te regelen. Ook waren veel mensen vissers. De Palauers hadden echter wel een ingewikkeld sociaal systeem. Hun cultuur was matriarchaal. Dit wil zeggen dat alle bezittingen beheerd werden door de vrouwen. Dorpen werden bewoond door 7 tot 10 clans met elk één chief. Deze chief werd gekozen door de oudste vrouwen van de clan. 

## De eerste Europeanen in Palau
Men vermoedt dat de Spanjaard Ruy Lopez de Villalobos de allereerste Europeaan moet geweest zijn die Palau ooit zag, dit omstreeks het jaar 1543. Hij noemde het eiland “Arrecifos”, wat in het Nederlands “riffen” betekent. In 1686 werd Palau dan geclaimd door de Spanjaarden, maar verder deden zij niets om Palau te ontwikkelen. Zij hadden het namelijk “veel te druk” met Latijns-Amerika. Pas vanaf 1783 was er regelmatiger contact tussen de Palauers en de Europeanen. In datzelfde jaar kwam er ook een Brits schip vast te zitten op een van de vele riffen voor de kust van Palau. De bemanning werd goed behandeld door de vriendelijke Palauers en ze hielpen de Britten zelfs met de reparatie van hun schip. De zoon van chief Ibedul van Koror ging met de Britten mee om in het Verenigd Koninkrijk onderwijs te gaan volgen. Helaas kwam hij na zes maanden al te sterven aan de pokken. De Britten waren geschokt door dit drama en hun interesse in Palau en de handel met Palau steeg. De handel bestond echter ook uit wapens waarmee de verschillende clans van Palau elkaar soms te lijf gingen. Soms werden deze zelfs ook tegen de Europeanen gebruikt. 
De Britten waren de belangrijkste handelspartners van Palau tot de Spanjaarden hen er in 1885 wegjaagden. Spanje stuurde missionarissen naar Palau om zo het christendom en het schrift te introduceren. Vervolgens verkochten de Spanjaarden Palau aan de Duitsers met het Duits-Spaans Verdrag van 12 februari 1899. Duitsland was in het begin echter enkel geïnteresseerd in geld uit Palau pompen dan in de ontwikkeling van de eilanden en hun bevolking. Wanneer ze in 1899 Palau definitief overnamen, waren dan ook nog maar 4000 Palauers in leven. Dit kwam door de introductie van Europese ziekten in Palau, waaraan ongeveer 40.000 inwoners het leven lieten. De Duitsers slaagden er door middel van vaccins en hygiëne in om deze ziekten tegen te gaan. Maar de Palauers werden ook gedwongen om te gaan werken in de plantages van kokospalm.

## Japanse bezetting
Van 1914 tot aan het einde van de Tweede Wereldoorlog was Palau als onderdeel van het Zuid-Pacifisch Mandaatgebied een mandaatgebied van de Volkenbond onder Japans bestuur. Gedurende deze periode werden de cultuur en de tradities van Palau ernstig bedreigd. Er werden wel scholen geopend, maar daar werd de Palauers enkel een ondergeschikt Japans dialect geleerd. Verder verloren de chiefs hun zeggenschap over hun clan aan Japanse bureaucraten. Er werden verschillende ondernemingen op Palau gebouwd waarvoor duizenden gastarbeiders uit Japan, Korea en Okinawa gehaald werden om er te werken. De ondernemingen waren fosfaatmijnen, rijstvelden en ananasplantages. De lokale bevolking raakte haar land volledig kwijt door verkoop of het werd simpelweg afgenomen. 
Vanaf 1922 werden alle Japanse bezittingen in de Stille Oceaan geleid vanuit Koror, dat veranderde in een moderne stad met verharde wegen, elektriciteit en stromend water uit de kraan. Van de 30.000 inwoners was slechts 20% van Palause afkomst. Eind jaren 30 werd Palau volledig afgesloten voor de buitenwereld en fel verdedigd door Japan. 
Gedurende de laatste maanden van de Tweede Wereldoorlog vielen de Amerikanen Malakal en Airai aan en vernietigden alle Japanse installaties. De echte gevechten werden gehouden in september 1944 op de eilanden Peleliu en Angaur. Voor de Amerikanen met hun invasie begonnen, werden de meeste Palauers door de Japanners naar Babeldaob gebracht. Waarom de Japanners dat gedaan hebben, is tot op heden nog niet helemaal duidelijk, maar in elk geval bleven er daardoor vele Palauers in leven. Op de eilanden Koror en Babeldaob bleven de gevechten duren en de 25000 Japanse soldaten bleven er tot aan het einde van de oorlog.

## Oprichting van de onafhankelijke Republiek Palau
Palau werd in 1947 bij het Trustschap van de Pacifische Eilanden gevoegd, onder bestuur van de Verenigde Staten. De Amerikanen hoopten dat Palau samen met Micronesia één politieke entiteit zou gaan vormen. In 1978 stemden de Palauers echter tegen dit idee en zij namen in juli 1980 een eigen grondwet aan. Koror werd voorlopig de hoofdstad van Palau, die gelegen was op het grootste eiland van Palau, namelijk Badeldaob. 
Verder werd in de grondwet opgenomen dat Palau een atoomvrije zone zou blijven. Dit was echter tegen de wens van de Amerikanen die op Palau wilden terugvallen als hun bases op de Filipijnen gesloten zouden worden. Daarom stelden de Verenigde Staten een “Compact of Free Association” op. Daarin stond dat er nucleaire wapens op Palau geplaatst mochten worden en dat Amerika zeggenschap zou hebben over heel Palau. In ruil zou Palau hiervoor honderden miljoenen dollars schadevergoeding krijgen van de Verenigde Staten. Zelfs na acht referenda onder de Palauers lukte het niet om de anti-nucleaire passage uit de grondwet te verwijderen. De regering besloot toen om de grondwet zodanig te wijzigen dat er gewoon voor of tegen gestemd kon worden. In november 1993 stemde men met 68% meerderheid in met het “Compact of Free Association”. Men hoopte echter stiekem (en tot op heden met succes) dat Amerika door het einde van de Koude Oorlog geen militaire installaties zou gaan bouwen op Palau. Uiteindelijk werd het “Compact of Free Association” gewijzigd en vanaf dan hadden de Amerikanen nog maar militaire zeggenschap over één derde van het grondgebied. Op 1 oktober 1994 kreeg Palau toestemming van de Verenigde Staten om een officieel onafhankelijk land te worden. In december van dat jaar werd Palau toegelaten tot de Verenigde Naties als 185e lidstaat. In juni 1985 werd de eerste president van Palau, Hauro Remeliik, vermoord. Drie jaar later werd zijn opvolger, Lazarus Salii, dood gevonden. Het leek erop dat hij zelfmoord gepleegd had. De implementatie van de westerse stijl van regeren botste soms met de traditionele cultuur van clans en chiefs. Dit gaat echter langzaam beter. 
In 1996 stortte de 213 meter lange brug tussen de eilanden Babeldaob en Koror in. In november 1999 besloot een groep internationale banken het betalingsverkeer met Nauru, Palau en Vanuatu te staken omwille van de verdenking van witwassen van geld van Russische en Zuid-Amerikaanse criminelen.

## 21ste eeuw
De presidentsverkiezingen van 7 november 2000 werden met 52% van de stemmen gewonnen door vicepresident Tommy Remengesau. Op 2 november 2004 won hij opnieuw met 66,5% van de stemmen. Elias Camsek Chin werd met ruim 71% van de stemmen gekozen tot vicepresident en versloeg daarmee zittend vicepresident Sandra Pierantozzi. 
Op 26 april 2005 vonden verkiezingen plaats voor afgevaardigden naar een conventie voor een nieuwe grondwet voor de Palau-archipel. Deze werd gehouden van 17 mei tot 15 juni. Een belangrijk voorstel op de conventie was om het op de Verenigde Staten geïnspireerde model van een presidentiële republiek te vervangen door dat van een parlementaire democratie. Hiernaast werd een uitbreiding van de bevoegdheden van het Huis van de Traditionele Leiders (een soort Senaat) bepleit. In november 2008 won Johnson Toribiong de presidentsverkiezingen en zijn benoeming volgde in januari 2009. In januari 2010 kreeg Palau hulp van 250 miljoen dollar van de VS. De president ontkende dat er een verband was met de huisvesting van ex-gevangenen van Guantanamo Bay.
Bij de verkiezingen van 2012 werd president Toribiong verslagen door zijn voorganger Tommy Remengesau, die in januari 2013 opnieuw president werd en herkozen werd in 2016. Remengesau bekleedde het presidentschap in totaal zestien jaar (gedurende de periodes 2001-2009 en 2013-2021). In 2021 werd hij opgevolgd door Surangel Whipps Jr.. Whipps had de verkiezingen van november 2020 gewonnen met ruim 56% van de stemmen, tegenover 43% voor toenmalig vicepresident Raynold Oilouch.
Geschiedenis van: Australië · Fiji · Kiribati · Marshalleilanden · Micronesia · Nauru · Nieuw-Zeeland · Palau · Papoea-Nieuw-Guinea · Salomonseilanden · Samoa · Tonga · Tuvalu · Vanuatu · Noordelijke Marianen · Guam · Amerikaans-Samoa · Cookeilanden · Frans Polynesië · Nieuw-Caledonië · Pitcairneilanden · Wallis en Futuna